# Sklęczki (przystanek kolejowy)
Sklęczki – przystanek kolejowy w dzielnicy Sklęczki w Kutnie, w województwie łódzkim, w Polsce, na linii nr 3. Oddano go do użytku w połowie lat 70. Składa się z dwóch pojedynczych peronów. Obecnie zatrzymują się na nim jedynie pociągi aglomeracyjne Łódzkiej Kolei Aglomeracyjnej; wcześniej był obsługiwany przez pociągi lokalne Przewozów Regionalnych.

## Ruch pasażerski[5]
| Rok  | Wymiana pasażerska na dobę |
| ---- | -------------------------- |
| 2017 | 0-9                        |
| 2018 | 0-9                        |
| 2019 | 0-9                        |
| 2020 | 10-19                      |
| 2021 | 20-49                      |
| 2022 | 20-49                      |
| 2023 | 20-49                      |

## Modernizacja
Dawniej między peronami znajdował się przejazd kolejowo-drogowy w ciągu ulicy Grunwaldzkiej, który został zlikwidowany w trakcie modernizacji linii; obecnie funkcjonuje tam jedynie przejście dla pieszych wyposażone w rogatki.

## Połączenia[3]
- Kutno
- Łowicz
- Skierniewice